# Индузий
Инду́зий (от лат. indusium — женская верхняя туника) — небольшой эпителиальный вырост на листе; покрывальце, прикрывающее группы спорангиев (сорусы) у папоротников, может принимать различные формы. Формируются обычно из эпидермиса листа или из плаценты спорангии, могут образовываться завернутыми краями листьев. При созревании спор индузий засыхает, уменьшается и отпадает. Наличие и форма индузия служит важным признаком, который используется при определении рода и семейства папоротника.